# Голышмановское сельское поселение
Голышмановское се́льское поселе́ние — упразднённое муниципальное образование в Голышмановском районе Тюменской области Российской Федерации.
Административный центр — село Голышманово.

## История
Статус и границы сельского поселения установлены Законом Тюменской области от 5 ноября 2004 года № 263 «Об установлении границ муниципальных образований Тюменской области и наделении их статусом муниципального района, городского округа и сельского поселения».

## Население
| 2010  | 2011  | 2012  | 2013  | 2014  | 2015  | 2016  |
| ----- | ----- | ----- | ----- | ----- | ----- | ----- |
| 1637  | ↘1635 | ↘1563 | ↘1501 | ↘1458 | ↘1446 | ↘1398 |
| 2017  | 2018  | 2019  |       |       |       |       |
| ↘1386 | ↘1361 | ↘1311 |       |       |       |       |

## Состав сельского поселения
| № | Населённый пункт | Тип населённого пункта       | Население |
| - | ---------------- | ---------------------------- | --------- |
| 1 | Голышманово      | село, административный центр | 540       |
| 2 | Кузнецова        | деревня                      | 147       |
| 3 | Плотина          | деревня                      | 118       |
| 4 | Садовщикова      | деревня                      | 129       |
| 5 | Черемшанка       | деревня                      | 452       |
| 6 | Шулындино        | деревня                      | 251       |